# Mahafalytenus hafa
Mahafalytenus hafa là một loài nhện trong họ Ctenidae.
Loài này thuộc chi Mahafalytenus. Mahafalytenus hafa được miêu tả năm 2007 bởi Silva.